# 查理·德·波旁

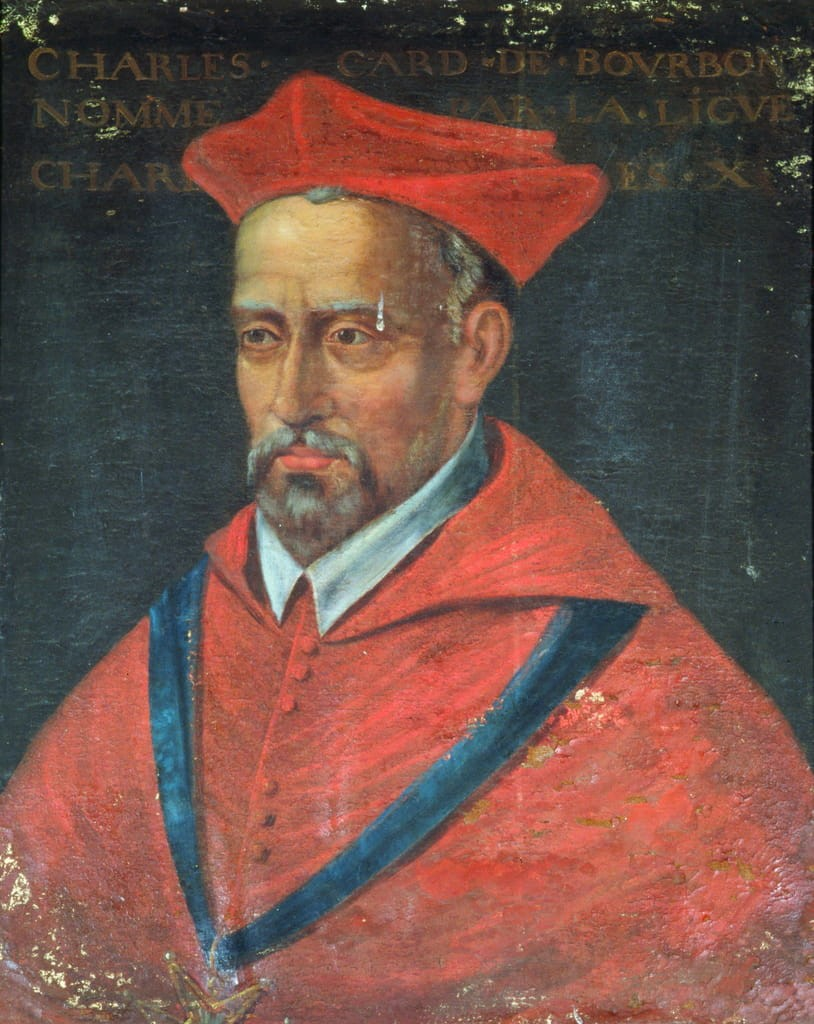
查理·波旁的肖像畫，16世紀由一位姓名不詳的畫家繪製

查理·德·波旁樞機（Charles de Bourbon, Cardinal；1523年9月22日—1590年5月9日）是法国贵族、波旁家族的元老和天主教樞機，曾是多數天主教徒眼中名義上的法國國王（1589年－1590年），稱號「查理十世」（Charles X）。因為他未正式登基加冕且有爭議（新教徒不承認他而承認其侄亨利四世），一般把查理十世定義為19世紀波旁復辟後的第二任法國國王（1825年登基、1830年七月革命被推翻者）。

## 生平
1523年查理·波旁生於非爾特-蘇-儒阿爾。旺多姆公爵夏爾四世·德·波旁的兒子，排行第八，兄長為納瓦拉國王安托萬·德·波旁，弟弟是第一代孔代親王路易。
在家族的安排下，17歲的查理在1540年出任訥韋爾教區主教，1544年又任桑特教區主教。1548年他當上樞機，兩年後成為魯昂總教區總主教；當夏永第樞機改信新教之後，查理·波旁又負責管理博韋主教區。
查理·波旁身為虔誠的天主教徒，對天主教徒第三代吉斯公爵─吉斯的亨利表達忠誠，但因為自身的意志薄弱，他在「神聖聯盟」中並不得志。當1584年王位推定繼承人安茹公爵法蘭索瓦死後，血統上納瓦拉的亨利（亨利四世）就成為法定王位繼承人，而查理成為血統第二近的推定繼承人。
但亨利四世信奉的是胡格諾派（即法國的新教喀爾文宗），不是主流的天主教，於是吉斯的亨利與天主教聯盟就擁立查理，使其還俗為君，不承認信奉新教的亨利四世。
當吉斯的亨利與其弟─吉斯樞機路易二世在布盧瓦三級會議期間被法王亨利三世刺殺後（1588年12月23日），查理樞機被亨利四世逮捕，關押在豐特奈勒孔特城堡。
1589年亨利三世被刺身亡後，天主教聯盟（由第三代吉斯公爵之二弟馬耶納公爵領軍）宣布查理樞機為新任法王─查理十世；攝政王馬耶納也呼籲天主教徒，應承認身陷囹圄的查理才是合法國王，並發行許多鑄有查理頭像的錢幣，越來越多人支持查理，連最有權威的巴黎高等法院也在1590年3月3日發布了法律，認可他為查理十世。但兩個月後的5月9日，他就在圖蘭的監獄中去世了。